# USS Long Island (SSN-809)
El USS Long Island (SSN-809) será el octavo submarino nuclear de ataque de la clase Virginia Bloque V de la Armada de los Estados Unidos. Llevará el nombre de Long Island, una isla en la costa este de Estados Unidos que forma parte del área metropolitana de Nueva York.
El nombre del submarino fue anunciado el 25 de mayo de 2023 por el Secretario de Marina, Carlos del Toro, desde la cubierta del USS Wasp (LHD-1) mientras se encontraba en el puerto de la ciudad de Nueva York.